# Andrew Fairlie
Andrew Fairlie (Perth, 21 de noviembre de 1963-22 de enero de 2019) fue un cocinero  británico. Fairlie fue el chef del restaurante del mismo nombre, Andrew Fairlie, una empresa independiente dentro del Hotel y Resort Gleneagles, en Auchterarder, Perthshire.  El Restaurant Andrew Fairlie es el único restaurante con dos estrellas Michelin en Escocia y uno de los quince en el Reino Unido. 

## Vida y carrera
Fairlie nació en Perth, Escocia, y creció en el área de la ciudad de Letham.  A los 15 años, comenzó su entrenamiento en Perth con el chef Keith Podmore, habiéndose interesado en la comida después de comenzar un trabajo de pulido de gafas en un hotel.  A los 20 años, recibió la primera Beca Roux, que le dio la oportunidad de entrenar con el chef francés Michel Guérard en Les Pres d'Eugenie en Les Landes. Fairlie también pasó un tiempo trabajando en el Hôtel de Crillon en París.
Después de regresar al Reino Unido, ocupó varios cargos antes de regresar a su hogar en Escocia.  En One Devonshire Gardens, donde fue nombrado chef en 1994, ganó su primera estrella Michelin, la única en Glasgow en ese momento. Fairlie abrió su propio restaurante en el Hotel Gleneagles en 2001 y recibió una estrella Michelin en ocho meses.  En Gleneagles creó su plato de la casa, una langosta de origen local ahumada sobre trocitos de barril de whisky. También comenzó a cultivar frutas y verduras raras para usar en sus platos. En 2005, Fairlie organizó la 31.ª cumbre del G8. El restaurante fue galardonado con una segunda estrella Michelin en 2006.
El 6 de noviembre de 2018, Fairlie anunció que se retiraría de su restaurante Gleneagles después de revelar que tenía un tumor cerebral terminal, dejar la operación del restaurante a su chef y socio comercial a partir de febrero de 2019.  A Fairlie se le diagnosticó cáncer por primera vez en 2005.  La familia de Fairlie anunció su muerte el 22 de enero de 2019.  Fairlie se casó con su pareja Kate, con quien tuvo dos hijas, después de recibir su diagnóstico terminal.

## Destacados y premios.
En 2002, la revista Hotels Magazine votó al Restaurante Andrew Fairlie como uno de los diez mejores restaurantes de hoteles del mundo.  En el mismo año se convirtió en el primer chef escocés del año. Durante la Cumbre del G8 de 2005, cocinó para la Reina y 44 de los líderes mundiales. En 2006, fue Chef del Año de Chef AA. Fue nombrado Relais & Chateaux Grand Chef du Monde en 2011, uno de los siete en el Reino Unido. En 2012, el restaurante Andrew Fairlie encabezó la lista de comidas del Sunday Times de los 100 mejores restaurantes del Reino Unido.

## Política
Durante el referéndum sobre la independencia de Escocia en 2014, Fairlie declaró su apoyo a la independencia de Escocia.  Fue miembro de la junta asesora de la campaña de Yes Scotland.